# Бардодым, Александр Викторович
Алекса́ндр Ви́кторович Бардоды́м (13 октября 1966, Москва — 9 сентября 1992, Абхазия) — русский поэт, журналист, переводчик.

## Биография
Родился 16 октября 1966 года в Москве в семье, имевшей казачьи корни.
В 1984 году поступил в Литературный институт имени А. М. Горького на факультет художественного перевода (абхазская группа). Учёба была прервана службой в Советской армии, где Александр Бардодым служил оператором-наводчиком танка Т-72. После службы Бардодым восстановился в институте, и окончил вуз в 1991 году. В 1991—1992 годах работал в еженедельнике «Дайджест-Куранты».
Является одним из основателей Ордена куртуазных маньеристов, где получил звание Чёрного Гранд-Коннетабля.
Александр Бардодым всем сердцем любил Абхазию и при любой возможности отправлялся туда, к своим друзьям и ставшим родными пещерам, сёлам, Сухуму. Он выучил абхазский язык и переводил стихи абхазских поэтов, изучал историю и культуру абхазской земли.
Когда 14 августа 1992 года разразилась грузино-абхазская война, Бардодым не мог оставаться безучастным. В первые же дни войны он оформил командировку от газеты «Куранты», выехал в Новочеркасск, оттуда через Черкесск в Грозный и с группой Шамиля Басаева по Черноморскому шоссе через горные перевалы добрался до Гудауты.

### Смерть
Бардодым принял участие в боях и через три недели после приезда, 10 сентября, погиб при невыясненных обстоятельствах. Поэта хотели похоронить в Москве, но по неизвестным причинам гроб с телом не получилось отправить в столицу. Его похоронили в Новом Афоне, на территории базы отдыха Кабардино-Балкарского университета. Посмертно поэт награждён орденом Леона.
Обстоятельства гибели Александра Бардодыма до сих пор не расследованы и доподлинно неизвестны. По данным «Абхазского биографического словаря» (с. 138—139), погиб и похоронен в Новом Афоне. По одной из версий, Бардодым был убит в гостинице Гудауты неким чеченцем (или кабардинцем) из его же отряда за отказ продать подаренный абхазами автомат АКСУ. Судьба убийцы осталась неизвестной.

## Творчество
В 1992 году стихи Александра Бардодыма были опубликованы в коллективном сборнике стихов «Любимый шут принцессы Грёзы».
В 1993 году вышел посмертный сборник стихов поэта «Прорваться за грань». В 1999 году абхазским издательством «Алашара» выпущен сборник стихов «След крыла».
На стихи Бардодыма «Гимн конфедератов» чеченский бард Имам Алимсултанов написал песню «Помянем тех, кто были с нами». Через несколько лет это стихотворение обрело новый смысл, и Грозный стали писать с большой буквы.

Над грозным городом раскаты,

Гуляет буря между скал.

Мы заряжаем автоматы

И переходим перевал…

В страну, где зверствуют бандиты,

Горит свободная земля,

Приходят мстители-джигиты

Тропой Мансура, Шамиля…

Помянем тех, кто были с нами,

Кого судьба не сберегла,

Их души тают над горами

Как след орлиного крыла.